# Walther Schünemann
Walther Johan Schünemann (* 6. April 1896 in Bremen; † 30. Oktober 1974 ebenda) war ein deutscher Buch- und Zeitungsverleger.
Zusammen mit seinem Bruder Carl Eduard Schünemann II (1894–1980) leitete er in der Nachfolge ihres Vaters Carl Eduard Schünemann in Bremen das Druck- und Verlagshaus Carl Ed. Schünemann KG in der vierten Generation. Er widmete sich hauptsächlich dem Buchbereich und baute das Verlagsprogramm mit Schriftstellern wie Ricarda Huch und Manfred Hausmann weiter aus.
In der Zeit des Nationalsozialismus und unter dem politischen Diktat der Pressegleichschaltung wurden beide mit einem Schreiben vom 13. Juli 1936 durch den NS-Reichsleiter für die Presse Max Amann aus der Reichspressekammer (RPK) ausgeschlossen und verpflichtet, 51 % ihrer Anteile an die Nationalsozialisten zu verkaufen, die von da ab auch die Inhalte der weiter erscheinenden Bremer Nachrichten kontrollierten. Allerdings musste der Druck zum 1. September 1944 eingestellt werden, da sowohl Papier als auch Fachpersonal fehlte. Zu diesem Zeitpunkt erschien in Bremen nur noch die „Bremer Nationalsozialistische Zeitung“.
Erst am 8. September 1949 erhielten die beiden Herausgeber nach Aufhebung des Lizenzzwangs wieder die Zulassung, die Bremer Nachrichten erscheinen zu lassen. Es 
erfolgten der Wiederaufbau des Stammhauses in Bremen und die Einrichtung eines Zweigwerkes in Bremen-Lesum. 1974 wurde die Zeitung verkauft.
Schünemann war Mitglied im Stahlhelm.
Im November 1948 wurde er zunächst als „minderbelastet“ entnazifiziert, nach Einspruch am 15. Februar 1949 als „nicht betroffen“.